# Khách hàng luôn đúng

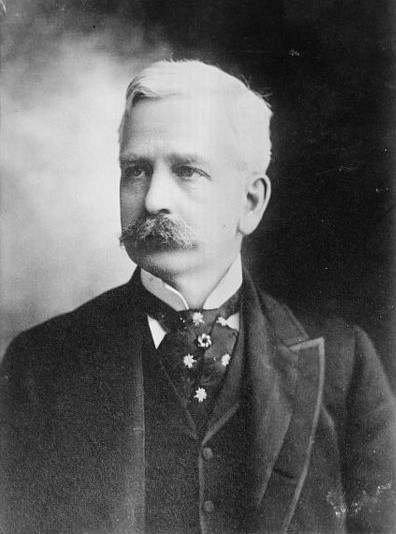
Marshall Field đã sử dụng các khẩu hiệu như “Hãy cho quý bà những gì bà ấy muốn” trong cửa hàng bách hóa của ông tại Chicago.

“Khách hàng luôn đúng” là một phương châm hoặc khẩu hiệu nhằm khuyến khích nhân viên dịch vụ ưu tiên cao cho sự hài lòng của khách hàng. Câu nói này được phổ biến bởi những nhà bán lẻ tiên phong và thành công như Harry Gordon Selfridge, John Wanamaker và Marshall Field. Họ chủ trương rằng các khiếu nại của khách hàng phải được xem xét nghiêm túc để khách hàng không cảm thấy bị lừa dối hoặc gian lận. Quan điểm này từng mới mẻ và có ảnh hưởng lớn vào thời điểm tình trạng gian lận phổ biến và nguyên tắc pháp lý caveat emptor (“người mua phải tự chịu trách nhiệm”) vẫn còn thông dụng.
Các biến thể của câu nói này bao gồm: le client n'a jamais tort (“khách hàng không bao giờ sai”), đây là khẩu hiệu của nhà kinh doanh khách sạn César Ritz, lần đầu được ghi nhận vào năm 1908. Một biến thể được sử dụng phổ biến ở Đức là der Kunde ist König (“khách hàng là vua”), một cách diễn đạt cũng được dùng trong tiếng Hà Lan (klant is koning). Trong tiếng Nhật, khẩu hiệu okyakusama wa kamisama desu (お客様は神様です), có nghĩa là “khách hàng là thần”, cũng rất phổ biến.